# مهدی بازارگرد
مهدی بازارگرد (زاده ۲۵ اسفند ۱۳۵۷) بازیکن سابق والیبال اهل ایران است.
بازارگرد دانشجوی رشته تربیت بدنی است که از سال ۱۳۷۳ فعالیت ورزشی خود در رشته والیبال به صورت حرفه‌ای آغاز و به دلیل استیل خوب بدنی و علاقه از سال ۱۳۷۹ وارد تیم ملی نوجوانان ایران و سپس جوانان شد و از سال ۱۳۸۱ در تیم ملی والیبال بزرگسالان ایران حضور یافت.
بازارگرد در مسابقات جام جهانی والیبال در ژاپن بهترین بازیکن دیدار ایران و لهستان شد.
وی دو دوره به عنوان ارزشمندترین بازیکن آسیا نیز انتخاب شده‌است. بازارگرد در سال ۱۳۹۷ در سن چهل سالگی از ورزش والیبال خداحافظی کرد.

## باشگاهی
بازارگرد سابقه حضور در سایپا تهران و پاس تهران و پگاه ارومیه و پرسپولیس تهران و گیتی‌پسند و پیکان تهران را دارد و با پیکان تهران قهرمان مسابقات باشگاه‌های والیبال مردان آسیا در سال ۲۰۱۱ شد و عنوان بهترین اسپکر مسابقات را نیز به دست آورد.